# Siyabonga Nomvethe
Siyabonga Nomvethe (Durban, 2 de dezembro de 1977) é um futebolista sul-africano que atua como atacante.

## Carreira
Jogou em várias ligas europeias, e recentemente transferiu-se do AaB Aalborg, da Superliga dinamarquesa, para o Moroka Swallows, na Premier Soccer League. 

## Seleção
Nomvethe representou a Seleção Sul-Africana de Futebol, nas Olimpíadas de 2000.  ele esteve representando a África do Sul desde 6 de maio de 1999, e participou da Copa do Mundo de 2002. Ele Integrou o elenco que disputou a Copa do Mundo FIFA de 2010.